# Droga międzynarodowa E83 (Polska)
Droga międzynarodowa E83 – byłe oznaczenie drogi w Polsce w latach 1962–1985, prowadzącej od Jeleniej Góry do Grudziądza.
Na odcinku Jelenia Góra – Świebodzice wraz z drogami
- Świebodzice – Wałbrzych
- Wałbrzych – Nowa Ruda – Kłodzko
- Kłodzko – Międzylesie – granica państwa (droga państwowa nr 41)

miała nazwę Łuk Sudecki.
Droga E83 była tożsamą z trasą europejską E83 o przebiegu: Jelenia Góra – Wrocław – Poznań – Świecie – Grudziądz.
Na przełomie lat 70. i 80. XX w. wdrożono nowy system numeracji. Za następcę E83 można uznać E261, o niemal identycznym przebiegu – zamiast do Jeleniej Góry została skrócona do Wrocławia, zaś na północy do miejscowości Nowe Marzy. W lutym 1986 roku Polska przyjęła nowy system numeracji dróg krajowych, a trasy europejskie otrzymały numery krajowe używane zamiennie (równolegle) z międzynarodowymi. Trasa E261 otrzymała numer 5, który co do podstawowej zasady obowiązuje do dziś.
Obecnie polski odcinek posiada następujące oznaczenia krajowe:
| Numer  | Przebieg                                                                  |
| ------ | ------------------------------------------------------------------------- |
| 91 / 5 | - Nowe Marzy – Świecie                                                    |
| 5      | - Świecie – Gniezno - Wrocław – Bielany Wrocławskie - Dobromierz – Bolków |
| S5     | - obwodnica Świecia - Gniezno – Poznań – Leszno – Wrocław                 |
| 35     | Bielany Wrocławskie – Świdnica – Świebodzice                              |
| 34     | Świebodzice – Dobromierz                                                  |
| 3      | Dobromierz – Bolków – Jelenia Góra                                        |

## Historyczny przebieg E83
- województwo jeleniogórskie
  - Jelenia Góra  E14   18   19 
  - Bolków
- województwo wałbrzyskie
  - Świebodzice
  - Świdnica  17
- województwo wrocławskie
  - Bielany Wrocławskie  E12   E22 
  - Wrocław  E12   34   42 
  - Trzebnica
- województwo leszczyńskie
  - Rawicz  39 
  - Leszno
  - Kościan
- województwo poznańskie
  - Stęszew  44 
  - Poznań  E8   38   155 [a]
  - Gniezno  165 [5]
- województwo bydgoskie
  - Żnin
  - Szubin
  - Bydgoszcz  19   47  /  T81 [b]  160   162 
  - Świecie  E16

### Przebieg w Poznaniu
- lata 70. – 1985[6][7]:

ul. Głogowska – ul. Hetmańska – most Przemysła I – ul. Hetmańska – ul. Ludwika Zamenhofa – rondo Rataje – ul. Ludwika Zamenhofa – rondo Śródka – ul. Podwale – ul. Zawady – ul. Główna – ul. Gnieźnieńska

### Przebieg we Wrocławiu
- lata 70.[8] – 1985:

ul. Żmigrodzka – ul. Pomorska – ul. Podwale – ul. Grabiszyńska – ul. Zaporoska
odcinek wspólny z drogą międzynarodową E12
ul. Powstańców Śląskich – al. Armii Radzieckiej